# Theta1 Orionis C
θ1 Orionis C (θ1 Ori C / Theta1 Ori C) è il membro più luminoso dell'ammasso stellare del Trapezio, nella costellazione di Orione.

## Osservazione
.

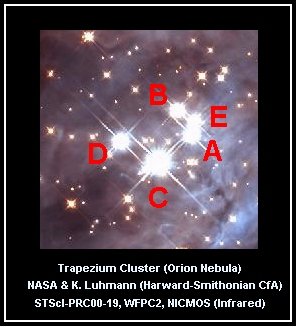
e le sue compagne del Trapezio

Si tratta di una stella situata nell'emisfero celeste australe, ma molto in prossimità dell'equatore celeste; ciò comporta che possa essere osservata da tutte le regioni abitate della Terra senza alcuna difficoltà e che sia invisibile soltanto molto oltre il circolo polare artico. Nell'emisfero sud invece appare circumpolare solo nelle aree più interne del continente antartico. La sua magnitudine pari a 5,13 fa sì che possa essere scorta solo con un cielo sufficientemente libero dagli effetti dell'inquinamento luminoso.
Il periodo migliore per la sua osservazione nel cielo serale ricade nei mesi compresi fra fine ottobre e aprile; da entrambi gli emisferi il periodo di visibilità rimane indicativamente lo stesso, grazie alla posizione della stella non lontana dall'equatore celeste.

## Caratteristiche
Theta Orionis C possiede la più alta temperatura superficiale tra le stelle visibili ad occhio nudo ed è anche, in termini assoluti, una delle stelle più luminose conosciute. La sua magnitudine assoluta è di -3,2, che a una distanza di 1500 anni luce appare di magnitudine apparente 5,1. Questa stella è anche responsabile della forte radiazione ultravioletta che ionizza lentamente la Nebulosa di Orione; questi raggi UV sono anche la causa principale dell'illuminazione della Nebulosa di Orione. Il suo vento solare è centinaia di volte più potente di quello del Sole e viaggia alla velocità di 1000 km/s.
Osservazioni all'infrarosso di questa stella hanno mostrato che si tratta pure di un sistema binario multiplo; è anche una sorgente di raggi X. Probabilmente in pochi milioni di anni potrebbe esplodere come supernova.